# آستاس
 آستاس  قرية صغيرة ملاصقة لمدينة عمادده في صحراء باغ وتقع في  بلدة صحراى باغ (لار) (بالفارسية: بخش صحرای باغ )، في محافظة فارس في جنوب إيران، تقع في جنوب مدينة لار وتبعد عنها بمسافت 20 كيلومتراً. وتقع في الداخل   الإيراني  في جنوب    مدينة لار .

## السكان
يبلغ عدد سكان هذه القرية حسب تعداد السكان لعام 2006 للميلاد، 100 نسمه تشكل (50عائلة)  من أهل السنة والجماعة، وعلى المذهب الشافعي. لهم عدة مساجد، ومدرسة، وعيادة صحية صغيرة، وبركتان لحفظ مياه الأمطار، وبها المرافق العامة كالماء، والكهرباء، يقوم السكان باالزراعة، وتربية المواشي والأغنام.

## أماكن تاريخية في القرية
يوجد اماكن تاريخية قديمة في قرية آستاس منها احواض  صاروجية قديمة وبرك لحفظ ماء المطر عند هطولها، ومقابر قديمة للعلماء، وكذلك يوجد في القرية ضريخ السيد الجليل محمد عمر سیف‌ الله القتالي الهاشمي في ضلع القرية، والقرية ملاصقة بمدينة عمادده من جهة الشمال.